# H̱anita
H̱anita (hebreiska: חניתה) är en ort i Israel.   Den ligger i distriktet Norra distriktet, i den norra delen av landet. H̱anita ligger 347 meter över havet och antalet invånare är 500.
Terrängen runt H̱anita är huvudsakligen kuperad, men åt sydväst är den platt. Runt H̱anita är det ganska tätbefolkat, med 90 invånare per kvadratkilometer. Närmaste större samhälle är Nahariya, 11,2 km sydväst om H̱anita. Trakten runt H̱anita består till största delen av jordbruksmark.